# Обличчя, села
«Обличчя, села» (фр. Visages, villages) — французький документальний фільм 2017 року, поставлений режисеркою Аньєс Вардою та художником-фотографом JR. Стрічка брала участь в позаконкурсній програмі 70-го Каннського міжнародного кінофестивалю (2017) та була відзначена призом Золоте око
 У 2018 році фільм був номінований у двох категоріях на здобуття французької національної кінопремії «Сезар» .

## Зміст
Фільм-подорож французькими околицями, що розповідає про красу навколишнього світу, випадкових і несподіваних зустрічах, а ще — про дружбу, яка виросла із співробітництва двох абсолютно різних людей: режисерки Аньєс Варди та фотографа і художника JR.

## Знімальна група
- Режисери-постановники — Аньєс Варда, JR
- Співпродюсер — Олів'є Пере
- Оператори — Клер Дюґе, Ромейн Ле Бонік
- Монтаж — Максим Поцці-Гарсія

## Нагороди та номінації
| Список нагород та номінацій         | Список нагород та номінацій | Список нагород та номінацій    | Список нагород та номінацій | Список нагород та номінацій | Список нагород та номінацій |
| Кінопремія                          | Дата церемонії              | Категорія                      | Номінант(и)                 | Результат                   | Дж                          |
| ----------------------------------- | --------------------------- | ------------------------------ | --------------------------- | --------------------------- | --------------------------- |
| Каннський міжнародний кінофестиваль | 28.05.2017                  | Золоте око                     | Обличчя, села               | Перемога                    | [ 3 ]                       |
| Премія «Люм'єр»                     | 5.02.2018                   | Найкращий документальний фільм | Обличчя, села               | Перемога                    | [ 6 ]                       |
| Премія «Сезар»                      | 2.03.02018                  | Найкращий документальний фільм | Обличчя, села               | Номінація                   | [ 4 ]                       |
| Премія «Сезар»                      | 2.03.02018                  | Найкраща музика до фільму      | Матьє Шедід                 | Номінація                   | [ 4 ]                       |